# Candace Robb
Pour les articles homonymes, voir Robb.
Candace Robb, née le 15 septembre 1950 à Taylorsville, Caroline du Nord, est une autrice américaine de roman policier historique. Elle a également signé un roman historique sous le pseudonyme de Emma Campion.

## Biographie
Après l’obtention d’un doctorat en littérature médiévale anglo-saxonne, elle poursuit ses recherches sur le Moyen Âge, tout en publiant une série de romans policiers historiques se déroulant dans la ville d’York au XIVe siècle dans l’esprit d'Ellis Peters et de son frère Cadfael. 
La série de dix titres de Candace Robb a pour héros le Gallois Owen Archer, un personnage historique réel qui fut en son temps capitaine des archers du duc de Lancastre. La perte d’un œil pendant une rixe l’oblige toutefois à quitter ses fonctions. Devenu espion au service de l’archevêque de la ville d’York, il se trouve impliqué dans des aventures qui mêlent enquêtes criminelles et sombres intrigues d’État. Il est secondé dans ses exploits par la belle Lucie Wilton.  
Candace Robb a également amorcé en 2000 une seconde série policière, qui se déroule cette fois dans l’Écosse du XIIIe siècle et ayant pour héroïne Dame Margaret Kerr.

## Œuvre

### Romans

#### SérieOwen Archer
- The Apothecary Rose (1993) Publié en français sous le titre La Rose de l'apothicaire, Paris, Librairie des Champs-Élysées, coll. « Le Masque » no 2229, 1995 ; réédition, Paris, Librairie des Champs-Élysées, coll. « Labyrinthes » no 83, 2000
- The Lady Chapel (1994) Publié en français sous le titre La Chapelle de la vierge, Paris, Librairie des Champs-Élysées, coll. « Le Masque » no 2276, 1996 ; réédition, Paris, Librairie des Champs-Élysées, coll. « Labyrinthes » no 96, 2002
- The Nun's Tale (1995) Publié en français sous le titre Le Dit de la nonne, Paris, Librairie des Champs-Élysées, coll. « Le Masque » no 2320, 1997 ; réédition, Paris, Librairie des Champs-Élysées, coll. « Labyrinthes » no 104, 2003
- The King's Bishop (1996) Publié en français sous le titre L'Évêque du roi, Paris, Librairie des Champs-Élysées, coll. « Le Masque » no 2386, 1998
- The Riddle of St. Leonard's (1997) Publié en français sous le titre Le Mystère de Saint-Léonard, Paris, Éditions du Masque, coll. « Labyrinthes » no 126, 2004
- A Gift of Sanctuary (1998) Publié en français sous le titre La Cité sacrée, Paris, Éditions du Masque, coll. « Labyrinthes » no 145, 2006
- A Spy for the Redeemer (2002)
- The Cross-Legged Knight (2002)
- The Guilt of Innocents (2007)
- A Vigil of Spies (2008)
- A Conspiracy of Wolves (2019)
- A Choir of Crows (2020)
- The Riverwoman’s Dragon (2021)

#### SérieDame Margaret Kerr
- A Trust Betrayed (2000)
- The Fire in the Flint (2003)
- A Cruel Courtship (2004)

#### SérieKate Clifford
- The Service of the Dead (2016)
- A Twisted Vengeance (2017)
- A Murdered Peace (2018)

#### Roman signé Emma Campion
- The King’s Mistress (2009)

### Nouvelle de la sérieOwen Archer
- The Bone Jar (1997) Publié en français sous le titre Petits Crimes du temps jadis, Paris, Éditions du Masque, coll. « Grands Formats », 2001

## Sources
- Claude Mesplède, Dictionnaire des littératures policières, vol. 2 : J - Z, Nantes, Joseph K, coll. « Temps noir », 2007, 1086 p. (ISBN 978-2-910-68645-1, OCLC 315873361), p. 656.